# Château de la Solitude (Le Plessis-Robinson)
Pour les articles homonymes, voir Château de la Solitude.
Le château de la Solitude est un château en ruines situé dans un parc boisé sur le territoire de la commune du Plessis-Robinson. 
Il s'agit en fait d'un castel de style néogothique d'une surface au sol de 480 mètres carrés comportant en son centre une cour intérieure (-à l'origine couverte d'une voûte à croisée d'ogive en brique de verre), édifié en 1903 par un riche chocolatier parisien, François-Philibert Marquis. Il servit ensuite de maison de repos où séjourna René Viviani, de résidence pour une congrégation de Carmélites. Il est ensuite racheté par l’État qui en fait un collège d’enseignement technique pour jeunes mères célibataires, fermé en 1973. En 2016, le film "Elles... Les Filles du Plessis" raconte l'histoire de ces jeunes mères célibataires et de leur condition de vie. En 1977 et 1987, des incendies le ravagent. L'écrivain Raymond Radiguet l'utilisa comme toile de fond de son roman Le Bal du comte d'Orgel (publié en 1924, à titre posthume). Le parc qui entoure ces ruines est la propriété de l'État mais géré par le Conseil général des Hauts-de-Seine. Il est principalement constitué de chênes et de châtaigniers et abrite quelques espèces animales sauvages.